# Andrea Karrer
Andrea Karrer (* 1963 in Wien) ist eine österreichische Köchin und Kochbuchautorin. Nach Erfahrung im Gasthaus ihrer Eltern absolvierte sie eine Ausbildung zur Köchin. In jüngerer Zeit wandte sie sich vermehrt dem Schreiben von Kochbüchern zu. Sie hat eine wöchentliche Sendung in Radio Niederösterreich und schreibt für die Zeitschrift Wienerin. Für den ORF betreute sie die Sendungen „Sommerzeit“ und „Herbstzeit“. Einmal pro Woche arbeitet sie für Christian Petz im Palais Coburg. Zusammen mit ihrem Mann Hanno Pöschl führte sie bis 2019 das Gasthaus Pöschl in der Weihburggasse in der Wiener Innenstadt.

## Veröffentlichungen
- mit Kurt Vesely: Kurts Kulinarium: Rezepte aus Niederösterreichs besten Küchen. NP Buchverlag, St. Pölten/Wien/Linz 2004, ISBN 978-3-85326-356-3.
- mit Luzia Ellert: Schlaraffenland & Gaumenlust: So schmeckt Niederösterreich. NP Buchverlag, St. Pölten/Wien/Linz 2005, ISBN 978-3-85326-390-7.
- mit Rudolf Kingohr: Kulinarische Weltreise: Eckart Witzigmann präsentiert Spitzenköche im Hangar-7. D+R Verlag, Wien 2006, ISBN 978-3-902469-08-3.
- Bärlauch: Knoblauch, Lauch. Residenz Verlag, St. Pölten/Salzburg 2006, ISBN 978-3-7017-3010-0.
- Zur Suppe! Nockerl, Knöderl & Co. Residenz Verlag, St. Pölten/Salzburg 2007, ISBN 978-3-7017-3061-2.
- Ab ins Glas: Marmeladen, Chutneys, pikante Genüsse. Residenz Verlag, St. Pölten/Salzburg 2007, ISBN 978-3-7017-3042-1.
- Die frische Küche: Gemüse passt immer, auch zu Fleisch & Fisch. Residenz Verlag, St. Pölten/Salzburg 2008, ISBN 978-3-7017-3083-4.
- Fest Essen: Köstlich kulinarisch durch das ganze Jahr. Residenz Verlag, St. Pölten/Salzburg 2009, ISBN 978-3-7017-3140-4.
- mit Dieter Fercher und Konrad Limbeck: Süße Klassiker: Die feinsten Desserts und Mehlspeisen aus Österreich. Residenz Verlag, St. Pölten/Salzburg 2010, ISBN 978-3-7017-3207-4.
- mit Johannes Hradecny: Frau Johannas Biedermeier-Kochbuch. Residenz Verlag, St. Pölten/Salzburg 2011, ISBN 978-3-7017-3251-7.
- mit Ursula Strauss und David Ruehm: Mir schmeckt's! Mein kulinarisches Familienalbum. Residenz Verlag, St. Pölten/Salzburg 2012, ISBN 978-3-7017-3268-5.
- Köstlich kulinarisch: Täglich Kochen mit dem Radio Niederösterreich-Kochbuch. 3. Auflage. Kral Verlag, Berndorf 2015, ISBN 978-3-99024-375-6.
- Köstlich kulinarisch - Süßes für jeden Tag: das Radio Niederösterreich Backbuch. Kral Verlag, Berndorf 2015, ISBN 978-3-99024-349-7.
- Karrers köstliche Küche. Kral Verlag, Berndorf 2023, ISBN 978-3-99103-142-0.